# Mvet

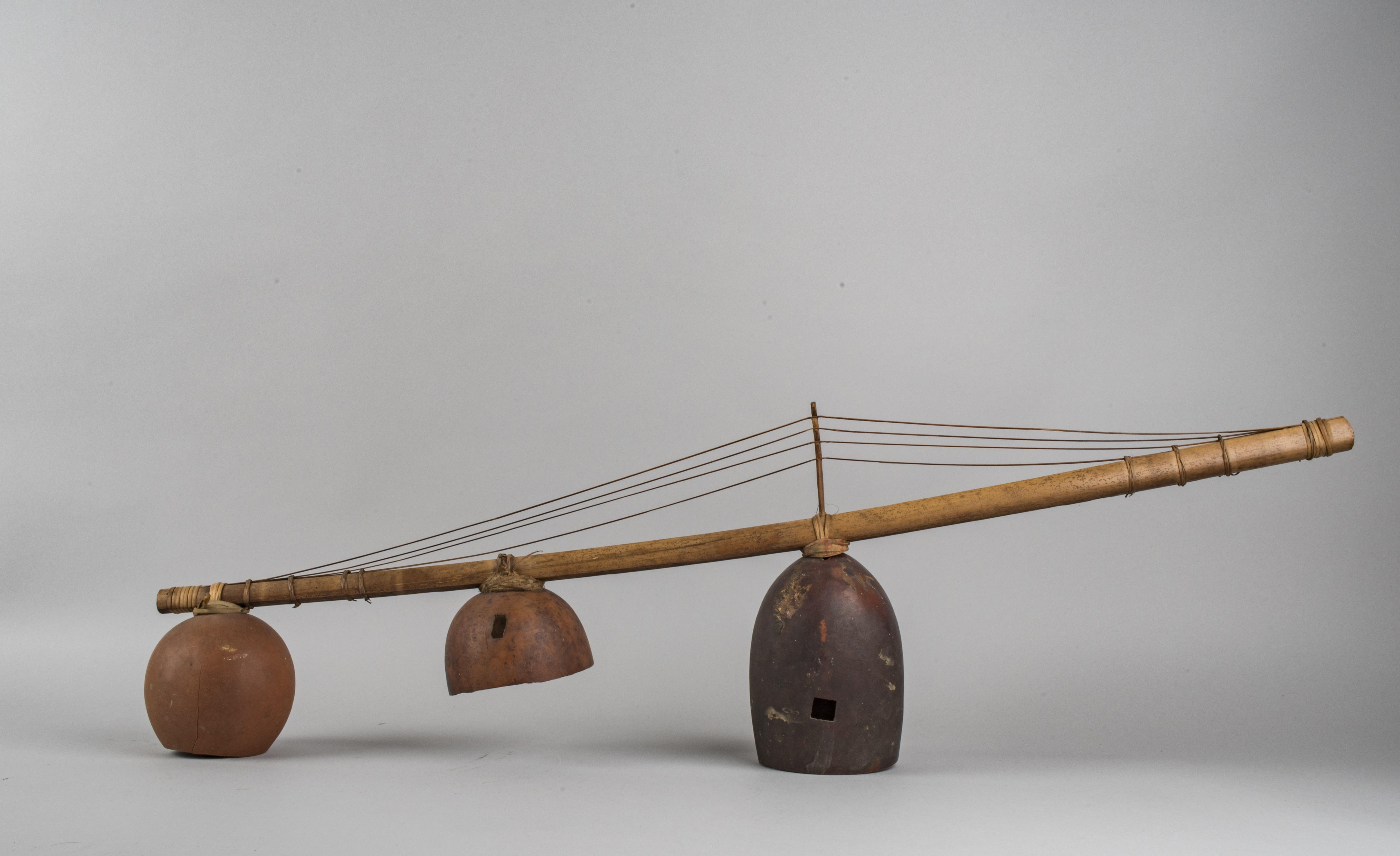
Viersaitige mvet mit drei Kalebassen

Mvet, auch mwet, mvett (Pangwe-Sprache), ist eine von den Fang in Kamerun und Teilen von Gabun gespielte Kerbstegzither. Die Form des Saiteninstruments vereint mehrere, aus einem einfachen Musikbogen abgeleitete Entwicklungsstufen. Die mvet besteht aus dem geraden Stab einer Stabzither (Musikstab), daran befestigten Kalebassen, die als Resonanzkörper fungieren, und dem mittig aufgestellten Steg einer Stegharfe oder Harfenlaute wie der kora.
In einem umfassenden Sinn bezeichnet mvet auch die in ihrer thematischen und stilistischen Vielfalt äußerst reiche Tradition der epischen Liedersänger, in der die kosmogonischen Geschichten und historischen Ereignisse der Fang und verwandter Ethnien geschildert werden, sowie den sich auf der Kerbstegzither begleitenden Sänger, dem magische Fähigkeiten zugesprochen werden. Für die Fang ist die Tradition der mvet von herausragender Bedeutung und beinhaltet im Kern sämtliche überlieferte kulturelle Ausdrucksformen.

## Verbreitung

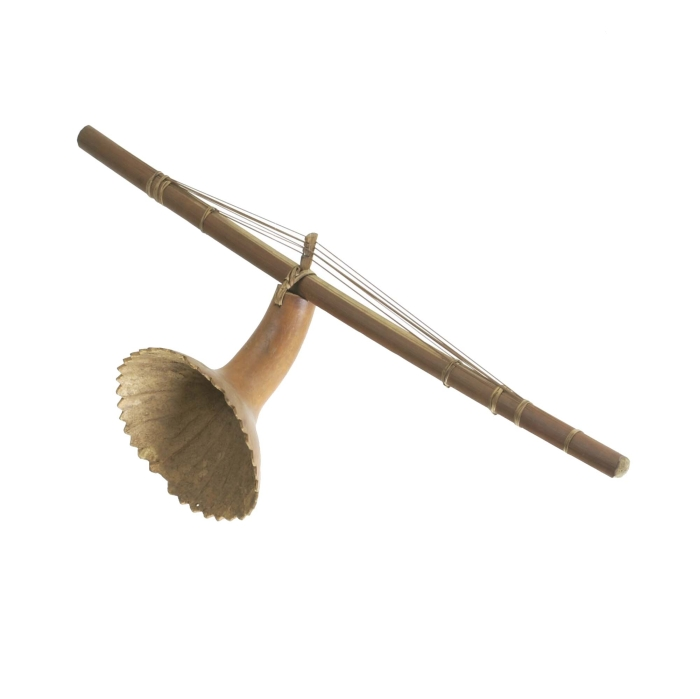
Kerbstegzither der Fang aus Raphia mit vier idioglotten Saiten und einer Kalebasse, ca. 110 cm, vor 1956.

In dieser besonderen Kombination aus mehreren Saiteninstrumenten ist die mvet einzigartig und auf ihr regionales Verbreitungsgebiet beschränkt geblieben. Unter jeweils eigenen Namen und in unterschiedlichen Größen kommt die Kerbstegzither mit mittig angebrachtem Steg im Süden von Kamerun, im Norden von Gabun, in Äquatorialguinea, im Nordosten der Republik Kongo und dem angrenzenden südwestlichen Teil der Zentralafrikanischen Republik vor. Die Tikar in Mittelkamerun kennen eine knapp einen Meter lange Kerbstegzither namens mbo loya, deren fünf Saiten über einen Steg mit einer kleinen, darunter festgebundenen Resonanzkalebasse verlaufen.
Die Fang werden der Pahouin-Volksgruppe zugeordnet, die vermutlich im 18. Jahrhundert von Gabun nach Südkamerun gekommen sein dürfte. Vor der Mitte des 19. Jahrhunderts ist jedoch kaum etwas über sie bekannt. Zu den Pahouin gehören unter anderem die Beti, Bulu, Eton und Mvele. Außer bei den Fang ist der Name mvet bei den Bulu und den Ewondo gebräuchlich. In der Republik Kongo heißt das Instrument bei den Kuyu okiribongo oder okerebongo, bei den Makua ngombi. Teke-Sprecher nennen sie baya.
Der Musikstil der Fang in Südkamerun ist hexatonisch und heptatonisch, es überwiegt der mehrstimmige Gesang. Die instrumentale Musik verwendet meist Terz-Parallelen. Außer der mvet sind nur das Melodieinstrument mendzan, ein Xylophon mit Kalebassenresonatoren, und die Schlitztrommel ngkul traditionell gebräuchlich.

## Bauform

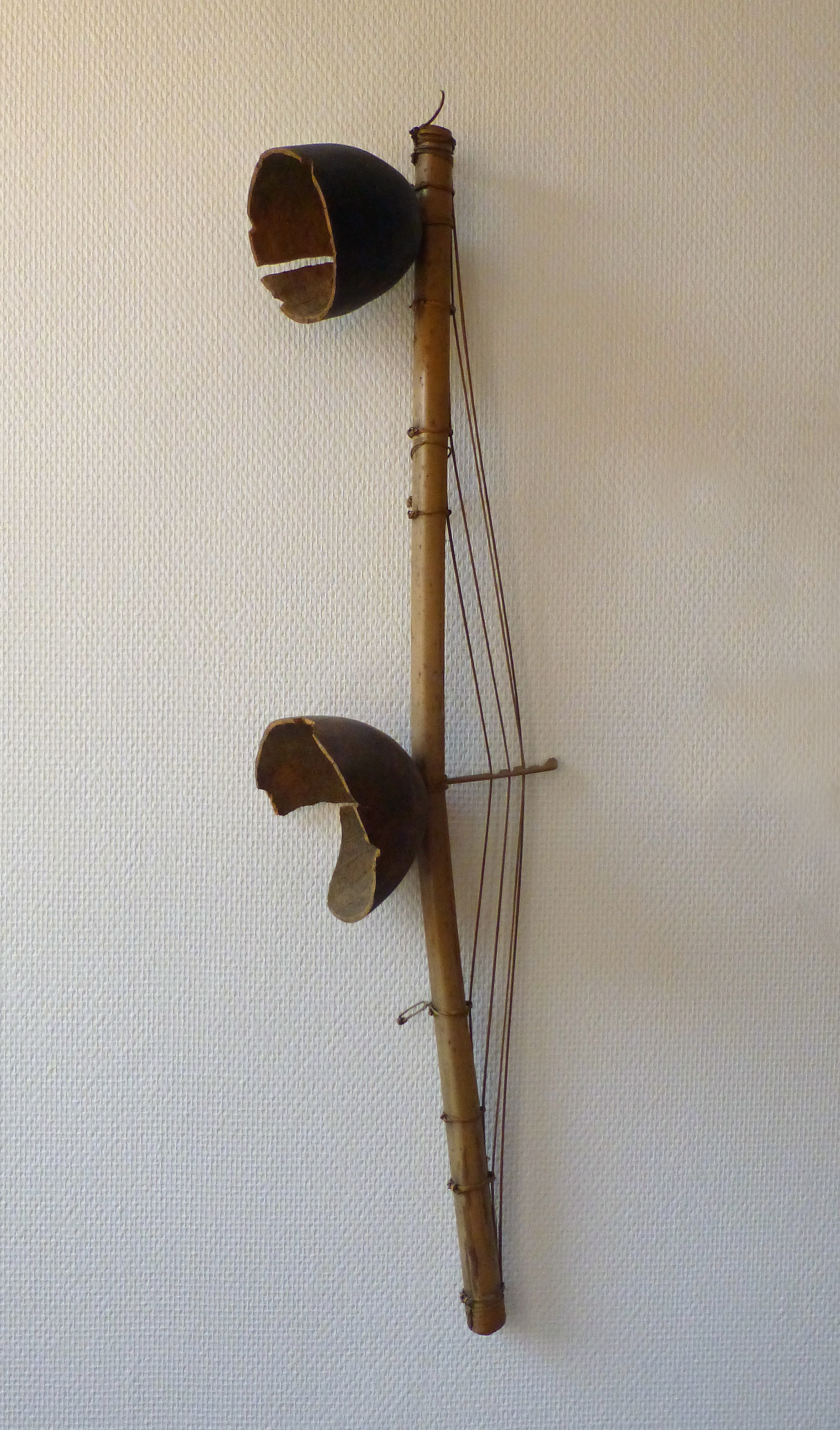
Viersaitige mvet. Beschädigt, eine Kalebasse fehlt. Musée africain, Gunsbach

Musikstäbe, bei denen in ihrer einfachsten Form eine Saite über einen oder zwei Stege entlang eines geraden Saitenträgers verläuft, finden sich mit einem flachen, hochkant gestellten Stab besonders in Ostafrika. Lange runde Stäbe mit einer traditionell aus Pflanzenfasern bestehenden Saite sind in Uganda und in weiten Teilen Westafrikas verbreitet. Die Entwicklung der mvet geht von den westafrikanischen Spießlauten vom Typ der ngoni und zugleich von den in weiten Teilen Afrikas verbreiteten Musikbögen mit Kalebassenresonatoren aus.
Das Grundprinzip der Spießlauten besteht aus einem Stab, über den eine oder mehrere Saiten in einer Ebene parallel verlaufen (Stiellaute). Um bei den westafrikanischen Lauteninstrumenten die Zahl der Saiten vergrößern zu können, werden sie nicht mehr über einen flachen Steg parallel zum Halsstab, sondern senkrecht über einen Steg mit seitlichen Kerben (Kerbsteg) geführt. Im Unterschied zur mvet haben sich westafrikanische Stegharfen wie die kora, bolon und ngoni aus Langhals-Spießlauten entwickelt, deren Resonanzkörper, über dem der Steg aufgerichtet ist, aus einer mit Tierhaut bespannten Halbschale oder wie bei der seperewa aus einem Holzkasten besteht. Die gelegentlich vorkommende Klassifizierung der mvet als „Stegharfe“ oder „Kerbstegharfe“ ist missverständlich.
Dagegen übernimmt die mvet vom Musikbogen das Prinzip der annähernd mittigen Saitenteilung, wodurch eine Saite zwei Töne mit geringem Abstand hervorbringt. Wie bei einem Musikbogen die Saiten teilende Stimmschlinge am Resonator befestigt wird, so befindet sich bei der mvet mindestens eine Kalebasse zur Schallverstärkung direkt unter dem mittig angeordneten Steg. Insgesamt bis zu sechs Kalebassen können nebeneinander in gleichmäßigen Abständen unter dem Trägerstab befestigt sein, wobei in der Mitte immer eine etwas größere Kalebasse angebracht wird. Die mittlere Kalebasse gilt bei den Fang als männlich im Unterschied zu den kleineren weiblichen. Anstelle der Kürbiskalebassen verwenden die Fang seltener auch einen Tontopf zur Schallverstärkung.
Bei der traditionellen mvet besteht der Saitenträger aus einem etwa 1,5 Meter langen dicken Stängel einer Raphiapalme. Die drei bis vier Saiten werden aus der äußeren festen Schicht (Epidermis) durch Längsschnitte herausgetrennt und nach außen gestreckt, bleiben aber an den Enden verbunden. Die so entstandenen, idioglott genannten Saiten (minsam) werden an den Enden durch Rotangschnüre festgebunden. Dadurch reißen die Saiten nicht weiter aus, außerdem lässt sich die Schnurwicklung nach innen verschieben, wenn die Saitenspannung erhöht werden soll. Die Makua verwenden bei der ngombi ebenfalls vier Saiten, die Ewondo fünf. In Kamerun kommt eine Kerbstegzither mit sechs Saiten vor, die mit fünf Kalebassen ausgestattet ist; nur noch im Museum sind Instrumente mit acht und zehn Saiten zu sehen. Bis zu vier Saiten verlaufen über eine Seite des Kerbstegs, bei mehr Saiten können sie an beiden Rändern des Stegs eingehängt werden. Die tiefste Saite wird „Ehemann“ (nnom mvet) genannt, die anderen gelten als seine Frauen (beyál). Mvet mit idioglotten Saiten produzieren einen etwas dumpfen Klang mit wenig Nachhall. Moderne Kerbstegzithern werden mit (heterochorden) Stahlsaiten bespannt, die für einen deutlich anderen, klareren Klang sorgen. Üblich sind vier Saiten, mit denen acht Töne spielbar sind. Der Musiker zupft die beiden Hälften der Saiten mit der linken und rechten Hand.
Die Kalebassen werden mit einem um die kleine Öffnung gelegten Schnurring an der Unterseite des Saitenträgers festgebunden. Falls ein Tontopf als Resonator dient, kann die mvet wie ein entsprechender Musikbogen auf dem Boden ruhend gespielt werden. Ansonsten hält der sitzende Spieler die mvet schräg vor seinen Körper, bei einem langen Instrument mit fünf Kalebassen liegt die äußere auf dem Boden auf und die mittlere berührt den rechten Oberschenkel oder Bauch. Instrumente mit drei Kalebassen sind leicht genug, um sie wahlweise auch an einer Schnur um den Hals hängend mit der mittleren Kalebasse vor der Brust im Stehen spielen zu können.
Die Kalebassen sind an der Unterseite offen. Wie bei Stabzithern vom Typ der ostafrikanischen zeze, Musikbögen mit Resonator oder einigen Lamellophonen lässt sich durch periodisches Verändern des Abstands zwischen Kalebassenöffnung und dem Körper des Musikers ein Klangeffekt erzielen, der zu feinen rhythmisierenden Obertonmodulationen führt. Einen ähnlichen Effekt produziert die afrikanisch beeinflusste, jemenitische Stieltrommel ṣaḥfa. Außerhalb Afrikas ist eine solche Klanggestaltung heute ungewöhnlich. Sie kommt im indischen Kulturraum bei den seltenen Stabzithern mit Kalebassenhalbschale tuila in Zentralindien, kse diev in Kambodscha und phin phia in Nordthailand vor. Gelegentlich werden bei der mvet kleine rechteckige Öffnungen seitlich in die Kalebassen geschnitten und mit einer Membran aus einem Spinnenkokon überklebt. Durch dieses Mirliton ergibt sich ein schnarrendes Geräusch. Ein solcher Kokon kann auch bei der fünfsaitigen Bogenharfe ganzavar im Norden Kameruns über die Löcher der Hautdecke oder bei Rahmenxylophonen wie der valimba in Malawi über Öffnungen in den untergehängten Kalebassen gelegt werden. Noch deutlicher vernehmbar wird dieses Geräusch, wenn kleine, am Saitenträger befestigte Rasselbleche, an deren gelochten Rändern Eisenringe durchgezogen sind, beim Anschlagen der Saiten mitschwingen.

## Initiation und Aufführungspraxis
Nach ihrem Grad der Vertrautheit mit der kultischen Tradition werden die mvet-Spieler (mbomomvet, Pl. bebomomvet) in drei Gruppen eingeteilt, die in der Praxis drei Ausbildungsstufen im Verlauf einer Initiation entsprechen. Frauen können ebenfalls initiiert werden.
In der ersten, mvet bibon („mvet des Liebhabers“) genannten Stufe lernt der Schüler, sein eigenes Instrument zu bauen, zu stimmen und die grundlegenden Kompositionsregeln für lyrische Lieder und einige Melodien, die er von seinem Lehrer übernimmt. Nachdem er die Initiationsregeln dieses Grades absolviert hat, darf er die entsprechenden Liebeslieder vortragen, die oft einen satirischen Unterton enthalten. Die Musiker dieser Stufe verwenden meist ein Instrument mit Stahlsaiten, einige professionell tätige Musiker begleiten dieselben Lieder mit einer Gitarre.
Der zweite Reifegrad wird erst nach einer wesentlich anstrengenderen und kostspieligeren Initiation erreicht. Der Schüler begleitet seinen Meister mehrere Monate auf der Wanderschaft als Assistent und Chorsänger. Er erhält von ihm einen Talisman in Form eines mit magischer Medizin ausgestopften kleinen Vogels oder Nagetiers. Der nun mvet engubi praktizierende Musiker verfügt über ein breiteres Repertoire an historischen Geschichten aus der Kolonialzeit, kommentierten Genealogien, biblischen Erzählungen und kosmogonischen Mythen.
Die Stücke (biban) dauern mehrere Stunden, oftmals die ganze Nacht. Viele dürfen aufgrund eines Tabus nur nachts aufgeführt werden und sind daher nicht im Rundfunk oder auf Tonträger zu hören. Zu den mvet engubi-Geschichten gehören auch mythische Figuren wie Mesi me Kot’ Endong, der Schimpansenkönig, oder Ojana Ngazo’o, der gegen böse Geister kämpfte, um seine verstorbene Gefährtin zurückzugewinnen.
Die mvet ekang genannten großen Epen über den Ursprung des unsterblichen, da aus Eisen bestehenden Ekang-Volkes aus dem Lande Engong und deren Kampf mit den sterblichen, in Okü lebenden Menschen bleiben dem Meister der höchsten Initiationsstufe vorbehalten. Um diesen Grad zu erreichen, muss der Initiand einige schwere persönliche Opfer bringen, und während er eine Zeitlang in der Abgeschiedenheit lebt, symbolisch sterben, um danach aus einer jenseitigen Welt wieder ins Leben zurückzukehren. Am Ende der Prozedur hat er magische Fähigkeiten erlangt, er kennt Abwehrmittel gegen Hexerei und kann in Kontakt mit Toten treten. In den 1960er Jahren wurden im Süden von Kamerun 50 bis 60 mvet-Meister gezählt, ähnlich viele dürfte es im Norden Gabuns gegeben haben. Als Gründe für seither rückläufige Zahlen gelten Kulturverluste durch die verstärkte christliche Missionierung. Gleichzeitig gewinnen Bewegungen zur Pflege der traditionellen Kultur an Einfluss.
Es gibt klassische Initiationsschulen, die meist den Namen ihres Gründers tragen und eigene Stilrichtungen verkörpern. Die berühmteste Schule nennt sich Angono Mana (auch Angon’ Emana) nach einem schönen Mädchen vom Volk der Ntumu, das vor 100 Jahren für die Initiation ihres Bruders geopfert worden sein soll. Okot Esila, eine blinde Frau, brachte diesen Stil ins südliche Kamerun, wo er sich Anfang des 20. Jahrhunderts verbreitete und bis nach Gabun gelangte. Die ursprüngliche Sprache der Texte ist daher ein altertümlicher Ntumu-Dialekt des Fang, jedoch wird heute meist nur die eigene Lokalsprache verwendet und mit einem leichten Akzent an die Tradition erinnert.

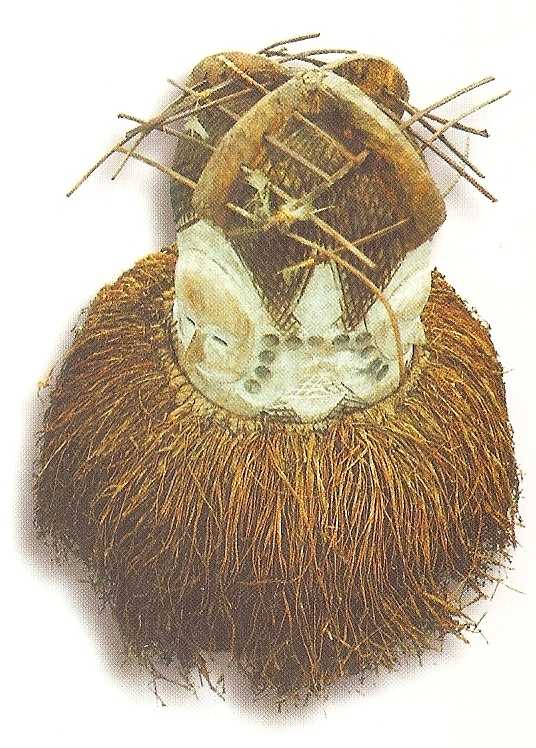
Zeremonielle Maske der Fang im Norden Gabuns

Die Stücke der mvet ekang handeln von den Ekang und ihrem Anführer Akoma Mba. Dieser ist ein nach Macht strebender, das Ewige Leben besitzender Held, der alle Menschen und Tiere bis hinunter zu den Insekten unterwerfen möchte. Das mythische Volk und sein imaginärer Lebensraum wird realitätsnah und sehr detailliert geschildert. Dramatisch erzählte Schlachten finden auf den üblichen Feldern der Ehre oder auch im Himmel statt. Am Ende sind alle Gegner verdientermaßen zur Strecke gebracht.
Bei seinen Auftritten trägt der mvet-Meister einen Kopfputz aus Vogelfedern und einen Hautmantel. Jeder Gegenstand hat eine symbolische Bedeutung. Zu Beginn einer Aufführung schildert der Meister kurz, woher er kommt und wie er körperlich initiiert wurde. Es folgen einige Einführungen zu den mvet-Geschichten im Allgemeinen, bevor er die Abenteuer von Akombo Mba zu erzählen beginnt. Zwischengeschaltete Gesangseinlagen beinhalten populäre mvet-bibon-Lieder. Die Leute im Publikum nehmen regen Anteil, sie rufen und fragen dazwischen, singen mit und kommentieren abschließend das Geschehen.
Rasseln und Glöckchen an seinen Fingern und Fußgelenken dramatisieren seine szenischen Tanzeinlagen, während denen er sein Musikinstrument zeitweilig jemandem aus seiner Gruppe übergibt. Zum begleitenden Chorgesang kommen Rhythmusinstrumente, zu ihnen gehören Gegenschlagidiophone, Glöckchen und ein zusammengerolltes Antilopenfell, das mit zwei Holzstöcken geschlagen wird. Die Musik des mvet bibon unterscheidet sich kaum von anderen populären Gesangsstilen, dagegen verkörpern mvet engubi und mvet ekong eine Aufführungspraxis, deren Inhalte weniger durch Gesang, sondern mehr durch theatralische Formen und gesprochenen Text transportiert werden.

## Kulturelle Bedeutung

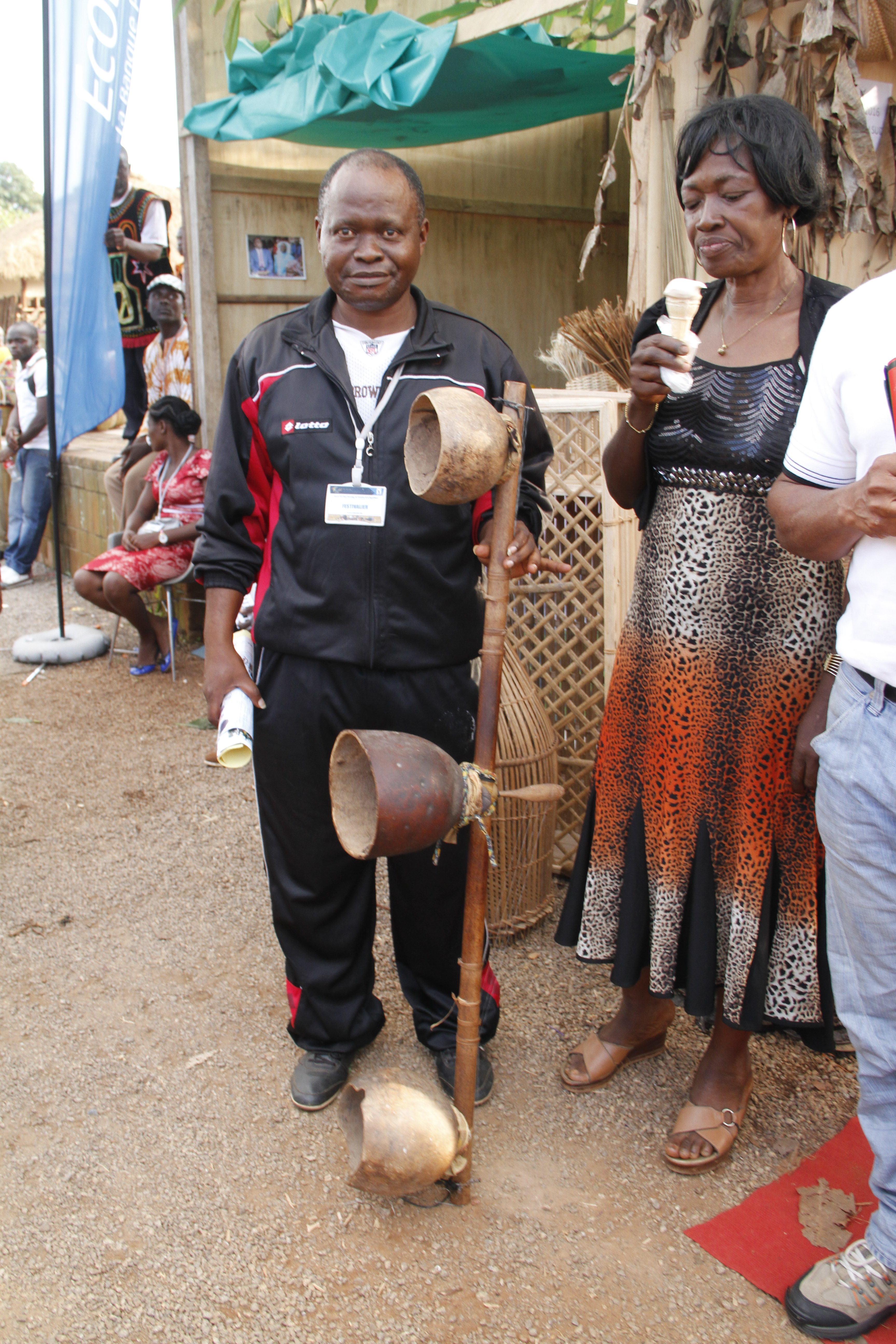
Mvet in Yaoundé, Kamerun

Das Musikinstrument stellt eine Eigenentwicklung der Fang und verwandter Ethnien dar und besitzt im Bereich der Kultur eine identitätsstiftende Wirkung. Zwischen 1907 und 1909 dokumentierte der deutsche Forschungsreisende Günther Tessmann als erster die mvet-Tradition. Tessmann führte auf seiner Expedition in Südkamerun einen Phonographen und einen Fotoapparat mit, so konnte er Tonaufnahmen auf Phonographenwalzen sammeln und in seinem 1913 erschienenen Expeditionsbericht die früheste Abbildung einer mvet publizieren. 1970 erschien erstmals ein kleiner Teil der Epen in literarischer Verarbeitung, ein umfangreicherer zweiter Band folgte 1975. Der Autor Tsira Ndong Ndoutoume (1928 – August 2005) aus der nordgabunischen Stadt Oyem war der bekannteste mvet-Meister dieser Region. Die Epentradition der Fang gilt als eine der originellsten Formen traditionellen Wissens in ganz Afrika.
Bei den meisten Begräbniszeremonien, am Ende der Trauerzeit von bedeutenden Verstorbenen, bei Hochzeiten und sonstigen Familienfeiern der Fang gehört ein mvet-Erzähler zum Programm. Er stellt mit seinem Auftritt die Beziehung der Familienmitglieder zu ihren Ahnen her, indem er schildert, wie die Vorfahren über die Widernisse im Lauf der Zeiten hinweggekommen sind und sich bis heute behauptet haben. Eine ähnliche Funktion als lebendes kollektives Geschichtsgedächtnis besitzt auch der westafrikanische Barde griot, mit dem Unterschied, dass dieser persönliche Preislieder auf seinen Sponsor ohne Beteiligung des ausgewählten Publikums vorträgt. Während der griot fest angestellt ist und aus einer bestimmten Musikerkaste stammt, arbeitet der mbomomvet selbständig und benötigt keinen bestimmten sozialen Hintergrund. Der Mwindo-Epenzyklus der Nyanga in der Demokratischen Republik Kongo wird ebenfalls mit reger Zuschauerbeteiligung aufgeführt.
Allein der mvet-Spieler ist in der Lage, eine Beziehung zu Engong, dem mythischen Land der Vorfahren, herzustellen. Ohne in Trance zu verfallen, taucht er in einer Art Reise zu den Ahnen völlig in die vergangene Welt ein. Das Publikum kennt die Lieder, singt und tanzt mit, wodurch die Veranstaltung zu einem kollektiven Ereignis wird. Alle Beteiligten verwandeln durch ihr Zusammenwirken die vorgestellten mythischen Figuren in fassbare Symbole der eigenen kulturellen, sozialen und moralischen Prinzipien. Die Charaktere werden nicht nachgespielt, sondern in die heutige Zeit übersetzt.
Der traditionelle Ort für mvet-Aufführungen ist das Versammlungshaus der Männer (aba, Pl. meba), in dem Frauen keinen Zutritt haben. Im Dorf besteht das Gebäude aus einem allseitig ab der Brüstungshöhe offenen rechteckigen Pavillon, dessen Dach mit Stroh oder Wellblech gedeckt ist. Was im aba geschieht, ist von außen nicht zu sehen, die Männer innen haben dafür den Überblick über den zentralen Dorfplatz. Bedeutende ankommende Gäste werden im aba mit einer mvet-Vorstellung empfangen.

## Diskografie
- Mvet ai Mendzang. Die Musik der Beti in Kamerun. Herausgegeben von Lars-Christian Koch, Begleittext Artur Simon und Alber Noah Messomo. Museum Collection Berlin / Wergo, 2005 (SM 1711 2)